# Molophilus (Bistromolophilus) dooraganensis
Molophilus (Bistromolophilus) dooraganensis is een tweevleugelige uit de familie steltmuggen (Limoniidae). De soort komt voor in het Australaziatisch gebied.